# چهارباله‌ای‌ها
چهارباله‌ای‌ها (نام علمی: Tetrapturus) نام یک سرده از تیره نیزه‌ماهی است.

## گونه‌ها
چهار گونه در این سرده شناسایی شده است:
- نیزه‌ماهی پوزه‌کوتاه S. Tanaka (I), 1915 (Shortbill spearfish)
- نیزه‌ماهی مدیترانه Rafinesque, 1810 (Mediterranean spearfish)
- نیزه‌ماهی فلس‌گرد R. T. Lowe, 1841 (Roundscale spearfish)
- نیزه‌ماهی پوزه‌دراز C. R. Robins & de Sylva, 1963 (Longbill spearfish)